# Ла Хера (Колорадо)
Ла Хера (енгл. La Jara) град је у америчкој савезној држави Колорадо.

## Демографија
По попису из 2010. године број становника је 818, што је 59 (-6,7%) становника мање него 2000. године.
| Група             | 2000.       | 2010.       |
| Белци             | 301 (34,3%) | 291 (35,6%) |
| Афроамериканци    | 1 (0,1%)    | 3 (0,4%)    |
| Азијати           | 0 (0,0%)    | 1 (0,1%)    |
| Хиспаноамериканци | 552 (62,9%) | 510 (62,3%) |
| Укупно            | 877         | 818         |